# الحارث النبهان

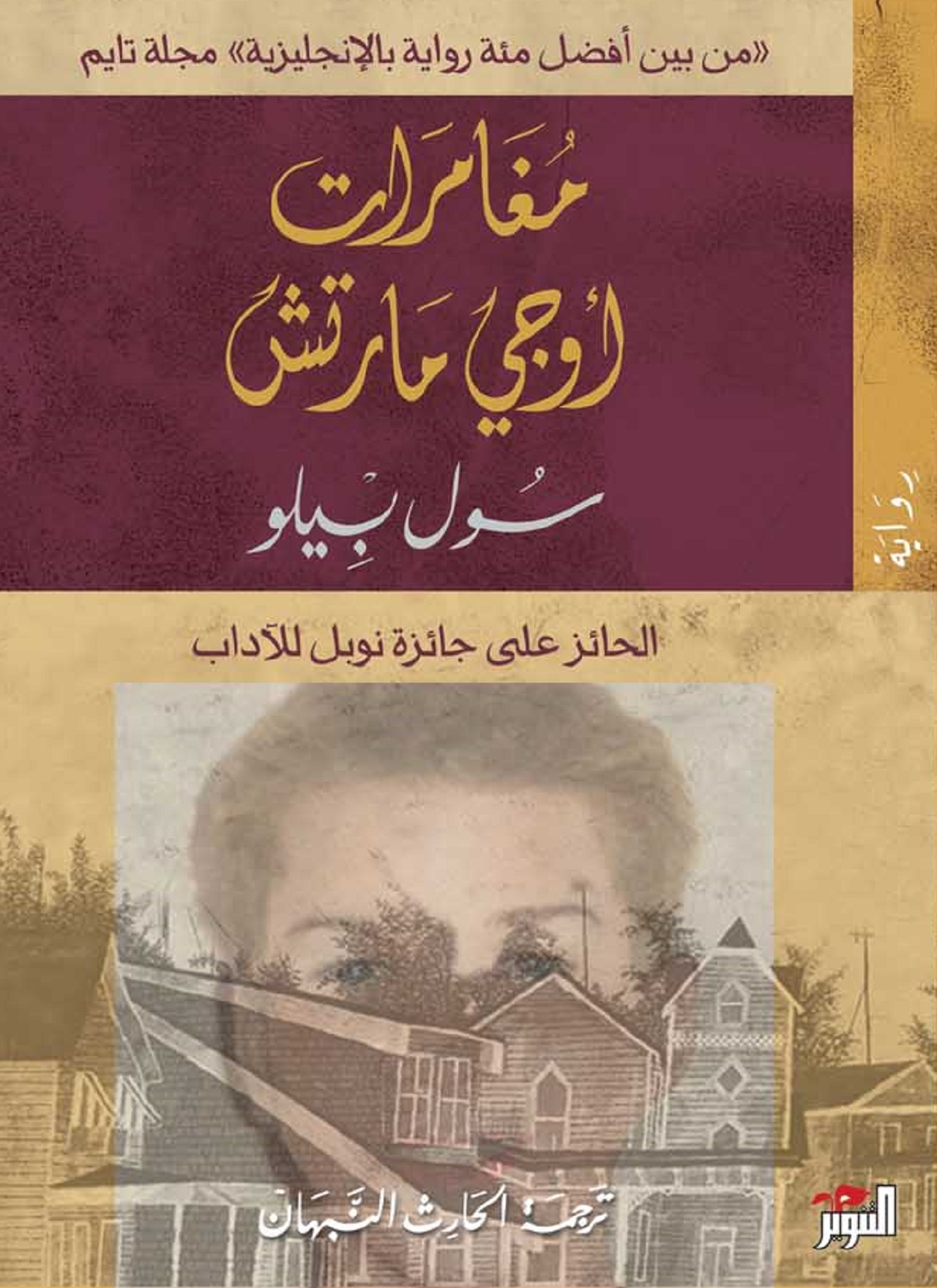

الحارث النبهان (1961م) مترجم سوري، يحمل إجازة جامعية من جامعة دمشق في اختصاص الهندسة الميكانيكية - هندسة الإنتاج وتصميم الآلات. مقيم في بلغاريا ويحمل جنسيتها إلى جانب الجنسية السورية (ولد في دمشق عام 1961م). بدأ عمله في الترجمة عام 1991م، وترجم الكثير من المؤلفات عن اللغة الإنجليزية من أبرزها رواية (مغامرات أوجي مارتش) لسول بيلو الحائز على جائزة نوبل، ورواية (1984) لجورج أورويل،، والأجزاء الأربعة الأولى من سداسية (كفاحي) للنرويجي كارل أوفه كناوسغارد، وكتاب (فن اللامبالاة) للكاتب مارك مانسون.

## ترجماته
- (ماركس في سوهو). هوارد زين.[5]
- (اختراع التقاليد). إريك هوبسباوم، تيرنس رينجر.[6]
- (المتخيلات الاجتماعية الحديثة). تشارلز تايلر.[7]
- رواية (حب وقمامة). إيفان كليما.[8]
- رواية (1984). جورج أورويل.
- (سيرة ذاتية: جون ستيوارت مِل).[9]
- رواية (مغامرات أوجي مارتش). سول بيلو.
- رواية (بابيت). سنكلير لويس.[10]
- رواية (امرأة في النافذة). آ. ج. فين.[11]

- رواية (كفاحي: موت العائلة). كارل أوفه كناوسغارد.[12]
- رواية (كفاحي: رجل عاشق). كارل أوفه كناوسغارد.
- رواية (تانغو الخراب). لاسلو كراسناهوركاي.[13]
- (فن اللامبالاة). مارك مانسون.
- (خراب: كتاب عن الأمل). مارك مانسون.
- رواية (الحسون). دونا تارت.
- (القرية الكونية أو النهب الكونى : إعادة البناء الاقتصادي من القاعدة إلى الأعلى) جيريمي بريتشر. 2004.
- رواية (كآبة المقاومة) لاسلو كراسناهوركاي. 2015.
- (تنفيذ الإستراتيجية: حلول من الخبراء لتحديات يومية) كلية هارفرد لإدارة الأعمال. 2016.
- (أكثر الأمور أهمية : أفكار غير مألوفة للمستثمر الذكي) هاورد ماركس. 2016.
- رواية (نار الدار) كاملة شمسي. 2018.
- (قاعدة الثواني الخمس) ميل روبنز. 2019.
- (حكاية أمريكية) فيليب روث. 2019.
- (لماذا ننام: اكتشف طاقة النوم الأحلام) ماثيو ووكر. 2019.[14]
- رواية (كتاب الأسرار) م.ج.فاسانجي. 2020.
- (ما لم نعرفه: أسرار دكتور جيفاكو) لارا بريسكوت. 2020.
- (حرّر نفسك: واخرج مما في رأسك حتى تعيش حياتك) غاري جون بيشوب. 2020.
- رواية (الهامس) أليكس نورث. 2020.
- (دروس الحب) آلان دو بوتون. 2020.

- (فن السفر) آلان دو بوتون. 2021.[15]
- (عمارة السعادة) آلان دو بوتون. 2021.
- (كيف بنيت نجاحي: حكايات النجاح غير المتوقع لرواد أعمال ملهمين) غاي راز. 2021.
- رواية (كفاحي: الكتاب الثالث جزيرة الصبا). كارل أوفه كناوسغارد. 2021.
- رواية (على نار هادئة) باولا هوكينز. 2022.
- رواية (الخادمة: أنت لا تراها. ولكنها تراك) نيتا بروز. 2022.
- (ويل) مارك مانسون / ويل سميث، 2022.
- (وسع مداك: لماذا ينجح أصحاب المعارف العمومية في عالم يزداد ميلا إلى التخصص) ديفيد إبستين. 2022.[16]
- (فن اللامبالاة: دليل التطبيقات) مارك مانسون. 2023.
- رواية (الصديقتان) كاملة شمسي. 2023.[17]